# Luigi Nono
Luigi Nono (1924-1990) là nhà soạn nhạc, nhạc trưởng, nhà phê bình người Ý. Ông là một trong những nhà soạn nhạc góp sức cho sự phát triển của opera Ý thế kỷ XX. Ngoài ra, ông còn là đảng viên của Đảng Cộng sản Ý.

## Cuộc đời và sự nghiệp
Luigi Nono chào đời tại thành Venice nổi tiếng. Ông bắt đầu học sáng tác với các thầy Malipiero và Maderna. Năm 1946, ông trở thành tiến sĩ môn luật. Ông ra đi vào năm 1990 cũng tại thành Venice.

## Phong cách sáng tác
Trong nhiều tác phẩm của mình, Luigi Nono đã phản ánh nhiều chủ đề mang tính xã hội tiến bộ. Ví dụ, trong vở opera Không thể chịu đưng nổi, ông đã phản ánh cuộc đấu tranh chống hiểm họa chiến tranh và chủ nghĩa phát xít. Nono đã áp dụng nhất quán và kiên trì kỹ thuật sáng tác serial-pointillist và các thủ pháp sáng tác hiện đại khác.

## Các tác phẩm
Luigi Nono đã viết vở opera xuất sắc nhất của mình Không thể chịu đựng nổi vào năm 1960. Ngoài ra ông còn viết bản concerto cho piano và dàn nhạc giao hưởng số 1 (1972), số 2 (1973); các tác phẩm thanh nhạc-giao hưởng như Văn bia tưởng nhớ Lorca (gồm 3 phần gồm: cantata Tây Ban Nha trong tim, phần cho sáo và dàn nhạc dây và Bản romance về đội cận vệ nhân dân, được sáng tác vào năm 1953); các tác phẩm cho nhạc cụ như Varianti cho violin, dàn nhạc gồm đàn dây và kèn (1957), Con Luigi Dallapiccola cho 6 nhạc cụ gõ và đàn điện tử (1979-1980).